# Нена Ивошевић
Невенка Нена Ивошевић (Карловац, 1938) је југословенска певачица поп музике и шлагера, рођена у Карловцу.

## Биографија
Завршила је Вишу војно медицинску школу у Загребу. Осваја прво мјесто на такмичењу "Први пљесак" у Загребу. Након тога отишла је из Загреба у Београд, где је провела цели радни век на ВМА и ВМЦ. У слободно време снимала је за РТС, Југотон, Дискос и Београд диск. Учествовала је на неколико фестивала забавне музике где је освајала награде стручних жирија за интерпретацију, као и Естрадну награду Србије. Глас јој је био заводљив, пун, сензуалан и нико ко је слушао није остајао равнодушан. Мада се музиком бавила аматерски, њен допринос југословенској музици  је значајан, наводи лист Еспресо.
Снимила је четири албума и десетак сингл плоча на којима је у модернијем аранжману отпевала и неке познате песме. Текстове је сама писала и могу се назвати правом поезијом.
Најпознатије песме које је снимила, а остале и данас да се слушају са истим уживањем су: Пиши ми, Очи црне, очи лажне, Ноћи, дуге ноћи, Стегни моју руку јаче...

## Дискографија
Снимила је:
- CD - То љубав зна
- Сингл - Ноћи, дуге ноћи
- Сингл - Очи црне, очи лажне
- Сингл - Пиши ми
- Сингл - Имам једну жељу
- Сингл - Командант Сава
- Сингл - На дан мог венчања
- Сингл - Руже љубави
- Сингл - То су били дани
- Сингл - Заљубљена
- Сингл - Записано у ветровима

Снимала је шездесетих и седамдесетих година прошлог вијека, а свој посљедњи албум објавила је 1981. године.

## Фестивали
- 1963. Омладина, Суботица - Записано у ветровима, прва награда жирија
- 1967. Опатија - Нека то буде неко други (алтернација са Кемалом Монтеном)
- 1968. Ваш шлагер сезоне, Сарајево - Пусти ме да одем